# بوريس بونغي
بوريس بونغي (بالفرنسية: Boris Ponge)‏ (3 يونيو 1985 في فرنسا - ) هو لاعب كرة قدم فرنسي في مركز الوسط. لعب مع أولمبيك ليون ونادي بوفيه ونادي ديجون ونادي كليرمونت 63 ونادي مارتيغ وأولمبيك أليس.

## روابط خارجية
- بوريس بونغي على موقع قاعدة بيانات كرة القدم.إي يو (الإنجليزية)